# Дамський Яків Володимирович
Яків Володимирович Дамський (24 квітня 1934, Вітебськ — 29 липня 2009, Москва) — радянський шахіст, шаховий журналіст, майстер спорту СРСР з шахів, міжнародний арбітр.

## Життєпис
Народився 24 квітня 1934 року у Вітебську. 1941 року разом з батьками був евакуйований до Казані, де пішов до школи, яку закінчив у 1951 році. У 1951—1956 роках навчався в Казанському державному університеті. Після закінчення університету деякий час працював редактором багатотиражної газети «Меховщик», а потім майже десять років — кореспондентом і завідувачем відділу в газеті «Комсомолець Татарії». Там у 1958 році він вперше опублікував добірку К.Кедрова з такою передмовою: «Вірші Костянтина Кедрова радують і дивують усіх, кому доводиться читати їх. Важко навіть повірити, що ці зрілі думки, ці яскраві образи належать перу п'ятнадцятирічного школяра».
1965 року одружився (дружина — Галина Мартьянівна Шуліка, у шлюбі — Дамська) і переїхав до Москви, працював кореспондентом газети «Московський комсомолець». Після закінчення 2-річних курсів, від 1967 року працював спортивним коментатором Центрального телебачення і Всесоюзного радіо. Дружив з чемпіоном світу Михайлом Талем, був його співавтором у написанні книги. Популярність здобула також літературна праця про чемпіона світу Бориса Спаського. Дружив з 14-м чемпіоном світу Володимиром Крамником, у співавторстві з яким також написав книгу. В останні роки життя Дамський був шаховим коментатором «Маяка», радіо «Спорт» і програм телебачення, оглядачем газети «Радянський спорт». Завдяки захопливим і зі знанням справи розповідям про шахи і шахістів, ерудиції, м'якій, інтелігентній манері спілкування, приємному тембру голосу мав постійний успіх у радіослухачів: його репортажів чекали, на Дамського спеціально налаштовували радіохвилю.

## Заслуги й успіхи в шахах
Якова Дамського вважали авторитетним асом спортивної журналістики. Він написав безліч книг про шахи і шахістів, більшість з яких перекладено на англійську, німецьку, іспанську, сербську, голландську, вірменську мови.
У шахи навчився грати в шостому класі. У 1949 році став першорозрядником. У командній першості РРФСР 1955 року виконав норму кандидата в майстри.
Чемпіон Казані в 1954 і 1958 роках, чемпіон Татарії 1961 року, багаторазовий призер цих змагань.
У 1963 році на відкритому чемпіонаті Казанського шахового клубу, де брало участь вісім майстрів спорту і шість найсильніших кандидатів у майстри Поволжя, він поділив перше — третє місця і виконав норму для отримання звання майстра спорту.
Дамський тричі брав участь у півфіналах першості РРФСР. Неодноразово успішно захищав спортивну честь Татарії, виступаючи в матчевих зустрічах і командних змаганнях РРФСР. У першості ЦР ДСТ «Наука» 1954 року посів шосте місце, випередивши низку відомих шахістів. У півфіналі першості Москви 1966 року посів третє місце. У чемпіонаті журналістів Москви був першим в 1967 і 1969 роках, а в 1970 році посів друге місце.
Дамський мав звання міжнародного арбітра, який судив найбільші турніри в Росії і за кордоном. Як суддя, користувався незаперечним авторитетом серед учасників змагань.
Помер 29 липня 2009 року в Москві від інсульту. Похований на Ваганьковському кладовищі.

## Книги
- В огонь атаки. Москва: Физкультура и спорт, 1978. 304 с (Выдающиеся шахматисты мира). (В соавторстве с М. Талем)
- Контратака. Москва: Физкультура и спорт, 1979. 64 с (Библиотечка шахматиста).
- Рашид Нежметдинов. Москва: Физкультура и спорт, 1987. 175, [1] с.
- Взаимодействие тяжёлых фигур. Москва: Физкультура и спорт, 1988. 160, [1] с. (Библиотечка шахматиста). ISBN 5-278-00071-6.
- Последний шанс. Москва: Физкультура и спорт, 1990. 206, [2] с. (Библиотечка шахматиста). ISBN 5-278-00273-5.
- Век шахмат, заново пережитый автором, с которым, наверняка, не все согласятся… Москва: Терра-спорт, 2000. 307, [2] с. ISBN 5-93127-105-8.
- Последняя интрига века: Каспаров — Крамник, Лондон 2000. Москва: Элекс-КМ: Стайер-компани, 2000. 150 с, [8] л. ил. ISBN 5-93815-008-6. (В соавторстве с С. Шиповым)
- Прорыв. Москва: Наука/Интерпериодика, 2000. 319, [1] с., [9] л. ил. (Мир шахмат). ISBN 5-7846-0032-X. (В соавторстве с В. Крамником)
- По законам красоты. Москва: РИПОЛ Классик, 2002. 382 с (Искусство шахмат). ISBN 5-7905-1352-2.
- Король Борис Десятый. Москва: РИПОЛ Классик, 2004. 404, [1] с. (Великие шахматисты мира). ISBN 5-7905-3106-7. (О Борисе Спасском)
- Рекорды в шахматах. Москва: РИПОЛ Классик, 2004. 542 с (Искусство шахмат). ISBN 5-7905-3016-8.
- Компоненты успеха. Москва: РИПОЛ Классик, 2005. 511 с (Искусство шахмат). ISBN 5-7905-3427-9. (В соавторстве с М. Талем)
- На алтарь Каиссы. Москва: РИПОЛ Классик, 2006. 473 с, [8] л. ил. (Великие шахматисты мира). ISBN 5-7905-4758-3. (В соавторстве с М. Талем)